# Unatara
Unatara is een kevergeslacht uit de familie van de boktorren (Cerambycidae). De wetenschappelijke naam van het geslacht werd voor het eerst geldig gepubliceerd in 2007 door Martins & Napp.

## Soorten
Unatara is monotypisch en omvat slechts de volgende soort:
- Unatara atinga Martins & Napp, 2007